# Peter Thiel

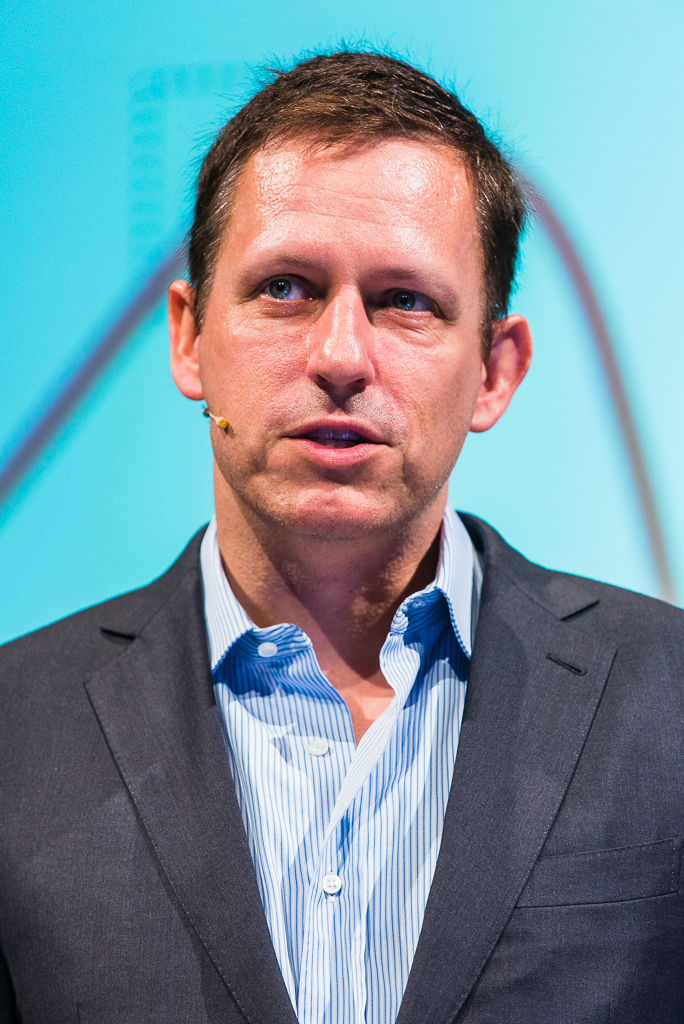
Peter Thiel (2014)

Peter Thiel (Frankfurt, 11 oktober 1967) is een Duits-Amerikaanse investeerder, politiek activist en schrijver. Thiel is mede-oprichter (met Max Levchin en Elon Musk) van PayPal, was de eerste investeerder in Facebook, en is oprichter van het hedgefonds Clarium Capital Management en Palantir Technologies, leverancier van software voor zowel de Amerikaanse geheime dienst CIA als de financiële sector. Volgens Forbes is zijn persoonlijk vermogen anno 2023 8,39 miljard dollar.
Naast investeerder geldt Thiel ook als een van de voornaamste publieke intellectuelen van Silicon Valley. Hij noemt zichzelf een conservatieve libertariër. Hij financiert met zijn privévermogen diverse politieke doelen: zo steunde hij in de verkiezingsstrijd om het Amerikaanse presidentschap de Republikeinse campagnes van eerst Ron Paul, en daarna Donald Trump, voor wie hij ook als adviseur werkzaam is. 
Eerder financierde Thiel het Seasteading Institute, dat drijvende steden wilde ontwikkelen buiten de territoriale wateren (en daarmee buiten het bereik van enige overheid). Zijn bedrijf PayPal was oorspronkelijk eveneens bedoeld om een overheidsmonopolie te doorbreken, namelijk dat op geld. Daarnaast steekt hij geld in onderzoek naar levensverlenging door biomedische technologie.
Thiel is evangelisch christen en homoseksueel. Zijn geaardheid werd in 2007 publiek gemaakt door het roddelblog Gawker, dat hij vervolgens te gronde richtte door een rechtszaak van Terry Bollea (Hulk Hogan) tegen Gawker te financieren.

## Levensloop

### Jeugd en studies
Thiel is geboren in Frankfurt am Main op 11 oktober 1967. Hij was een jaar oud toen de familie emigreerde naar de Verenigde Staten. Ze woonden in Cleveland, Ohio, waar zijn vader werkte als scheikundig ingenieur. Thiel nam het Amerikaanse burgerschap aan, waardoor hij zijn Duits burgerschap verloor.
De familie woonde een tijd in Zuid-Afrika en Namibië, en kwamen uiteindelijk terecht in Foster City, California, in 1977. Peter veranderde zeven keer van lagere school. 
Hij studeerde filosofie aan de Stanford University. Hij schreef zich in aan de Stanford Law School en bekwam zijn graad van Juris Doctor in 1992.

### Vroege carrière
Na zijn afstuderen aan de Stanford Law School, werkte Thiel als griffier voor rechter James Larry Edmondson van het Hof van Beroep voor het 11e Circuit van de Verenigde Staten. Vervolgens werkte Thiel als effectenadvocaat voor Sullivan & Cromwell in New York. Hij verliet het advocatenkantoor na zeven maanden en drie dagen en gaf aan dat zijn werk hem geen transcendente waarde bood. Daarna nam hij een baan aan als handelaar in derivaten en valutaopties bij Credit Suisse. Hij trad in 1993 bij hen in dienst en werkte tegelijkertijd als speechschrijver voor voormalig Amerikaans minister van Onderwijs William Bennett, voordat hij in 1996 terugkeerde naar Californië om een zinvollere bezigheid na te streven.
Bij terugkeer in de Bay Area merkte Thiel op dat de ontwikkeling van het internet en de personal computer de dot-com-boom had doen ontstaan. Met financiële steun van vrienden en familie wist hij $1 miljoen bijeen te brengen voor de oprichting van Thiel Capital Management en begon hij aan zijn carrière als durfkapitalist. In het begin kende hij een tegenslag nadat hij $100.000 had geïnvesteerd in het onsuccesvolle webgebaseerde kalenderproject van zijn vriend Luke Nosek. Zijn geluk veranderde toen Noseks vriend Max Levchin hem introduceerde bij hun idee voor een bedrijf op het gebied van cryptografie, dat later hun eerste onderneming genaamd Confinity werd in 1998.

### Paypal
Met Confinity realiseerde Thiel zich dat ze software konden ontwikkelen om een lacune te overbruggen in online betalingen. Hoewel het gebruik van creditcards en de uitbreiding van automatische geldautomaatnetwerken consumenten meer betalingsmogelijkheden bood, hadden niet alle handelaren de benodigde hardware om creditcards te accepteren. Hierdoor moesten consumenten betalen met exact contant geld of een cheque. Thiel wilde een soort digitale portemonnee creëren voor het gemak en de veiligheid van consumenten door gegevens op digitale apparaten te versleutelen, en in 1999 lanceerde Confinity PayPal.
PayPal beloofde nieuwe mogelijkheden te openen voor het afhandelen van geld. Thiel zag de missie van PayPal als het bevrijden van mensen van de waardevermindering van hun valuta door inflatie. Thiel sprak in 1999:
"We hebben absoluut iets groots te pakken. De behoefte die PayPal vervult is enorm. Iedereen ter wereld heeft geld nodig - om betaald te worden, om te handelen, om te leven. Papiergeld is een oude technologie en een onhandige betaalmethode. Je kunt ervan zonder komen te zitten. Het raakt versleten. Het kan zoekraken of gestolen worden. In de eenentwintigste eeuw hebben mensen een vorm van geld nodig die handiger en veiliger is, iets dat vanaf elke plek toegankelijk is met een PDA of een internetverbinding. Natuurlijk zal wat wij 'handig' noemen voor Amerikaanse gebruikers revolutionair zijn voor de ontwikkelingslanden. Veel van deze landen spelen snel en losjes met hun valuta. Ze maken gebruik van inflatie en soms grootschalige devaluaties van de valuta, zoals we vorig jaar zagen in Rusland en verschillende Zuidoost-Aziatische landen, om rijkdom van hun burgers af te nemen. De meeste gewone mensen daar krijgen nooit de kans om een offshore-rekening te openen of de beschikking te krijgen over meer dan een paar bankbiljetten van een stabiele valuta zoals Amerikaanse dollars. Uiteindelijk zal PayPal dit kunnen veranderen. In de toekomst, wanneer we onze dienst beschikbaar stellen buiten de Verenigde Staten en de internetpenetratie blijft toenemen in alle economische lagen van de bevolking, zal PayPal burgers wereldwijd meer directe controle geven over hun valuta dan ze ooit eerder hadden. Corrupte overheden zullen bijna geen kans meer hebben om rijkdom van hun mensen te stelen via hun oude methoden, want als ze het proberen, zullen de mensen overschakelen naar dollars, ponden of yen, waardoor ze de waardeloze lokale valuta dumpen voor iets veiligers."
Toen PayPal werd gelanceerd tijdens een persconferentie in 1999, stuurden vertegenwoordigers van Nokia en Deutsche Bank $3 miljoen aan durfkapitaal naar Thiel via PayPal op hun PalmPilots. PayPal groeide vervolgens verder door fusies in 2000 met het online financiële dienstenbedrijf X.com van Elon Musk en met Pixo, een bedrijf dat gespecialiseerd is in mobiele handel. Deze fusies stelden PayPal in staat om uit te breiden naar de markt van draadloze telefoons en transformeerden het in een veiliger en gebruiksvriendelijker instrument door gebruikers in staat te stellen geld over te maken via een gratis online registratie en e-mail, in plaats van bankgegevens uit te wisselen.
PayPal ging op 15 februari 2002 naar de beurs en werd in oktober van dat jaar door eBay gekocht voor $1,5 miljard. Thiel bleef CEO van het bedrijf tot de verkoop. Zijn belang van 3,7% in het bedrijf had een waarde van $55 miljoen op het moment van overname. In Silicon Valley-kringen staat Thiel informeel bekend als de "Don van de PayPal-mafia".

### Clarium Capital
Thiel gebruikte $10 miljoen van zijn opbrengst om Clarium Capital Management op te richten, een wereldwijd macro-hedgefonds dat zich richt op directionele en liquide instrumenten in valuta, rentetarieven, grondstoffen en aandelen. Thiel verklaarde dat "het grote macro-economische idee dat we bij Clarium hadden - de idée fixe - de piekolietheorie was, die in feite inhield dat de wereld bijna zonder olie zat en dat er geen gemakkelijke alternatieven waren."
In 2003 wedde Thiel succesvol dat de Amerikaanse dollar zou verzwakken. In 2004 sprak Thiel over de dot-com-zeepbel die zich in feite had verplaatst naar een groeiende zeepbel in de financiële sector en noemde General Electric en Walmart als kwetsbaar. In 2005 behaalde Clarium een rendement van 57,1% toen Thiel voorspelde dat de dollar zou stijgen.
Echter, Clarium leed verlies in 2006 met een verlies van 7,8%. Gedurende deze tijd probeerde het bedrijf op de lange termijn te profiteren van zijn analyse van de petrodollar, die de naderende daling van de olievoorraden en de onhoudbare zeepbel op de Amerikaanse huizenmarkt voorzag. Na een rendement van 40,3% te hebben behaald in 2007, groeide het beheerd vermogen van Clarium tot meer dan $7 miljard tegen 2008, maar daalde toen de financiële markten in het begin van 2009 instortten. In 2011 trokken veel belangrijke investeerders zich terug na het missen van het economische herstel, waardoor de waarde van Clariums activa werd teruggebracht tot $350 miljoen, waarvan twee derde het geld van Thiel was.

### Palantir
In mei 2003 richtte Thiel Palantir Technologies op, een bedrijf voor big data-analyse dat vernoemd is naar het artefact uit de werken van Tolkien. Hij bleef tot 2022 voorzitter van het bedrijf. Thiel verklaarde dat het idee voor het bedrijf gebaseerd was op het inzicht dat "de benaderingen die PayPal gebruikte om fraude te bestrijden, konden worden uitgebreid naar andere contexten, zoals het bestrijden van terrorisme". Hij verklaarde ook dat na de aanslagen van 11 september de discussie in de Verenigde Staten was: "zullen we meer veiligheid hebben met minder privacy of minder veiligheid met meer privacy?". Hij zag Palantir als een aanbieder van dataminingdiensten aan inlichtingendiensten van de overheid die maximaal niet-intrusief en traceerbaar waren.
Palantirs eerste financier was de durfkapitaalarm van de Central Intelligence Agency, In-Q-Tel. Het bedrijf groeide gestaag en werd in 2015 gewaardeerd op $20 miljard, waarbij Thiel de grootste aandeelhouder van het bedrijf was.

### Facebook
In augustus 2004 investeerde Thiel $500.000 als angel investor in Facebook voor een belang van 10,2% in het bedrijf en trad toe tot het bestuur van Facebook. Dit was de eerste externe investering in Facebook en waardeerde het bedrijf op $4,9 miljoen. Als bestuurslid was Thiel niet actief betrokken bij de operationele zaken van Facebook. Hij hielp bij het bepalen van het juiste moment voor de verschillende financieringsrondes en Zuckerberg schreef Thiel toe dat hij hem had geholpen bij het timen van de Series D-financiering van Facebook in 2007, die werd afgerond vóór de financiële crisis van 2008.
In zijn boek "The Facebook Effect" beschrijft David Kirkpatrick hoe Thiel tot deze investering kwam: Sean Parker, medeoprichter van Napster en destijds "president" van Facebook, zocht investeerders. Parker benaderde Reid Hoffman, de CEO van het op werk gerichte sociale netwerk LinkedIn. Hoffman vond Facebook interessant maar weigerde hoofdinvesteerder te worden vanwege mogelijke belangenconflicten. Hoffman verwees Parker door naar Thiel, die hij kende van hun PayPal-tijdperk. Thiel ontmoette Parker en Facebook-oprichter Mark Zuckerberg. Thiel en Zuckerberg konden het goed met elkaar vinden en Thiel stemde ermee in om de initiële financieringsronde van Facebook te leiden met $500.000 voor 10,2% van het bedrijf. De investering was oorspronkelijk in de vorm van een converteerbare lening, die zou worden omgezet in aandelen als Facebook tegen het einde van 2004 1,5 miljoen gebruikers zou bereiken. Hoewel Facebook nipt het doel miste, stemde Thiel ermee in om de lening alsnog om te zetten in aandelen. Thiel zei over zijn investering:
Ik was comfortabel met het feit dat ze hun oorspronkelijke visie nastreefden. En de waardering was heel redelijk. Ik dacht dat het een vrij veilige investering zou zijn.In september 2010, terwijl hij sceptisch was over het groeipotentieel van de consumenteninternetsector, betoogde Thiel dat in vergelijking met andere internetbedrijven Facebook (destijds gewaardeerd op $30 miljard op de secundaire markt) relatief ondergewaardeerd was.
De beursgang van Facebook vond plaats in mei 2012, met een marktkapitalisatie van bijna $100 miljard ($38 per aandeel), op welk moment Thiel 16,8 miljoen aandelen verkocht voor $638 miljoen. In augustus 2012, direct na afloop van de lock-up-periode voor vroege investeerders, verkocht Thiel bijna al zijn resterende belang voor tussen de $19,27 en $20,69 per aandeel, oftewel $395,8 miljoen, waarmee hij in totaal meer dan $1 miljard verdiende.

### Founders fund
In 2005 richtte Thiel Founders Fund op, een durfkapitaalfonds gevestigd in San Francisco. Andere partners in het fonds zijn Sean Parker, Ken Howery en Luke Nosek.
Naast Facebook heeft Thiel vroege investeringen gedaan in talrijke startups (persoonlijk of via Founders Fund), waaronder Airbnb, Slide.com, LinkedIn, Friendster, RapLeaf, Geni.com, Yammer, Yelp Inc., Spotify, Powerset, Practice Fusion, MetaMed, Vator, SpaceX, Palantir Technologies, IronPort, Votizen, Asana, Big Think, CapLinked, Quora, Nanotronics Imaging, Rypple, TransferWise, Stripe, Block.one, en AltSchool.
In 2017 kocht Founders Fund voor ongeveer $15-20 miljoen aan bitcoins. In januari 2018 meldde het bedrijf aan investeerders dat de bezittingen door de stijging van de cryptocurrency honderden miljoenen dollars waard waren geworden.

### Valar Ventures
Via Valar Ventures, een internationaal georiënteerd durfkapitaalfonds dat hij mede heeft opgericht met Andrew McCormack en James Fitzgerald, was Thiel een vroege investeerder in Xero, een softwarebedrijf gevestigd in Nieuw-Zeeland. Valar Ventures heeft ook geïnvesteerd in Nieuw-Zeelandse bedrijven Pacific Fibre en Booktrack.

### Mithril Capital
In juni 2012 lanceerde hij Mithril Capital Management, vernoemd naar het fictieve metaal in The Lord of the Rings, samen met Jim O'Neill en Ajay Royan. In tegenstelling tot Clarium Capital richt Mithril Capital, een fonds met $402 miljoen bij de lancering, zich op bedrijven die voorbij de opstartfase zijn en klaar zijn om op te schalen.

### Y Combinator
In maart 2015 trad Thiel toe tot Y Combinator als een van de 10 deeltijdpartners. In november 2017 werd gemeld dat Y Combinator de banden met Thiel had verbroken.

## Politieke activiteiten
Thiel is een zelfverklaarde conservatieve liberaal, hoewel hij recent zijn steun heeft uitgesproken voor nationaal conservatisme en kritiek heeft geuit op economisch liberale opvattingen over vrijhandel en grote technologiebedrijven. In 2019 noemde Thiel Google "schijnbaar landverraderlijk" en drong hij aan op een overheidsonderzoek, waarbij hij verwees naar het werk van Google met China en zich afvroeg of DeepMind of het hogere management van Google "geïnfiltreerd" waren door buitenlandse inlichtingendiensten.
Thiel is lid van het Stuurcomité van de Bilderberg Groep, een besloten jaarlijkse bijeenkomst van intellectuele figuren, politieke leiders en zakenmensen.

### Politiek activisme en inzet voor homorechten
Thiel, die homoseksueel is, heeft voornamelijk conservatieve homorechtenkwesties gesteund, zoals de American Foundation for Equal Rights en GOProud. Hij nodigde conservatieve columnist en vriendin Ann Coulter uit als spreker op Homocon 2010. Coulter heeft later haar boek uit 2011, Demonic: How the Liberal Mob Is Endangering America, opgedragen aan Thiel. Thiel wordt genoemd in de dankbetuigingen van Coulters ¡Adios, America!: The Left's Plan to Turn Our Country Into a Third World Hellhole. In 2012 schonk Thiel $10.000 aan Minnesotans United for All Families om te strijden tegen het voorstel Minnesota Amendment 1, dat het huwelijk tussen paren van hetzelfde geslacht in Minnesota wilde verbieden.
In 2009 werd gemeld dat Thiel hielp bij het financieren van de video "Taxpayers Clearing House" van student James O'Keefe - een satirische kijk op de redding van Wall Street. O'Keefe produceerde later de ACORN-undercover-stingvideo's, maar Thiel ontkende betrokkenheid bij de ACORN-sting via een woordvoerder.
In juli 2012 schonk Thiel $1 miljoen aan de Club for Growth, een fiscaal conservatieve 501(c)(4)-organisatie, en werd daarmee de grootste donateur van de groep. Club for Growth is een conservatieve organisatie met een agenda gericht op belastingverlaging en andere economische kwesties.

Thiel op de RNC 2016

### Ondersteuning voor politieke kandidaten
Thiel is lid van de Republikeinse Partij. Hij draagt bij aan zowel libertarische als Republikeinse kandidaten en doelen.
In december 2007 steunde Thiel Ron Paul als presidentskandidaat. Nadat Paul er niet in slaagde de Republikeinse nominatie te bemachtigen, droeg Thiel bij aan de campagne van John McCain.
In 2010 steunde Thiel Meg Whitman in haar onsuccesvolle poging om gouverneur van Californië te worden. Hij doneerde het maximale toegestane bedrag van $25.900 aan de campagne van Whitman.
In 2012 steunden Thiel, samen met Nosek en Scott Banister, het Endorse Liberty Super PAC. Gezamenlijk gaven ze $3,9 miljoen aan Endorse Liberty, met als doel het promoten van Ron Paul. Op 31 januari 2012 meldde Endorse Liberty dat ze ongeveer $3,3 miljoen hadden uitgegeven aan het promoten van Paul, door het opzetten van twee YouTube-kanalen, het kopen van advertenties van Google, Facebook en StumbleUpon, en het opbouwen van een aanwezigheid op het web. Nadat Paul opnieuw de nominatie niet had weten te bemachtigen, droeg Thiel bij aan het presidentiële ticket van Mitt Romney/Paul Ryan in 2012.
Thiel steunde aanvankelijk Carly Fiorina's campagne tijdens de voorverkiezingen van de Republikeinse Partij in 2016. Nadat Fiorina zich terugtrok, steunde Thiel Donald Trump en werd hij een van de afgevaardigden voor Trumps nominatie in Californië. Hij was een prominente spreker tijdens de conventie, waarbij hij aankondigde dat hij "trots was om homoseksueel te zijn", waarop de aanwezige Republikeinen juichten. Wél verklaarde Thiel het niet met ieder standpunt van de republikeinse partij eens te zijn maar "neppe culturele oorlogen leiden af van ons economisch verval en niemand is daar eerlijk over, behalve Donald Trump". 
Op 15 oktober 2016 kondigde Thiel een donatie van $1,25 miljoen aan ter ondersteuning van Donald Trumps presidentscampagne. Thiel verklaarde aan The New York Times: "Ik heb hem lange tijd geen geld gegeven omdat ik dacht dat het er niet toe deed, en toen vroeg de campagne me om dat te doen". Na Trumps overwinning werd Thiel benoemd tot lid van het uitvoerend comité van het transitieteam van de President-elect.
Thiel heeft ook zijn eigen politieke actiecomité, Free Forever, dat zich inzet voor het ondersteunen van politieke kandidaten die voorstander zijn van strengere grenscontrole, restrictief immigratiebeleid, fondsen voor veteranen en een anti-interventionistisch buitenlands beleid, onder andere zaken.
In februari 2022 was Thiel een van de grootste donateurs aan Republikeinse kandidaten in de verkiezingscampagne van 2022, met meer dan $20,4 miljoen aan bijdragen. Hij steunde 16 senatoriale en congreskandidaten. Twee van deze senatoriale kandidaten (Blake Masters en J.D. Vance) waren ook technologie-investeerders die eerder voor Thiel hadden gewerkt.

## Filantropie
Peter Thiel heeft zijn eigen filantropisch instituut genaamd de Thiel Foundation.

### Kunstmatige intelligentie
In 2006 heeft Thiel $100.000 aan bijpassende fondsen verstrekt om de Singularity Challenge-donatiecampagne van het Singularity Institute for Artificial Intelligence (nu bekend als het Machine Intelligence Research Institute), een non-profitorganisatie die de ontwikkeling van vriendelijke kunstmatige intelligentie bevordert, te ondersteunen. Hij verschafte de helft van de $400.000 aan bijpassende fondsen voor de donatiecampagne van 2007, en tot 2013 had de Thiel Foundation meer dan $1 miljoen gedoneerd aan het instituut. Daarnaast heeft hij gesproken op meerdere Singularity Summits. Tijdens de Singularity Summit van 2009 zei hij dat zijn grootste zorg is dat de technologische singulariteit niet snel genoeg plaatsvindt.
In december 2015 kondigde OpenAI, een non-profitbedrijf dat zich richt op de veilige ontwikkeling van kunstmatige algemene intelligentie, aan dat Thiel een van hun financiers was.
Thiel steunde ook DeepMind, een Britse start-up die begin 2014 door Google werd overgenomen voor £400 miljoen.

### Levensverlenging
In september 2006 kondigde Thiel aan dat hij $3,5 miljoen zou doneren aan de non-profitorganisatie Methuselah Mouse Prize Foundation ter bevordering van onderzoek naar veroudering. Hij gaf de volgende redenen voor zijn toezegging: "Snelle vooruitgang in de biologische wetenschap voorspelt een schat aan ontdekkingen deze eeuw, waaronder aanzienlijk verbeterde gezondheid en levensverwachting voor iedereen. Ik steun Dr. [Aubrey] de Grey, omdat ik geloof dat zijn revolutionaire benadering van verouderingsonderzoek dit proces zal versnellen, waardoor veel mensen die vandaag de dag leven, radicaal langere en gezondere levens kunnen ervaren, voor zichzelf en hun geliefden." Tot februari 2017 had hij meer dan $7 miljoen aan de stichting geschonken.
Toen hem tijdens een discussiepanel op de Venture Alpha West 2014-conferentie werd gevraagd: "Wat is de grootste prestatie die je nog niet hebt behaald?", antwoordde Thiel dat hij vooruitgang wil boeken op het gebied van onderzoek naar veroudering. Thiel verklaarde ook dat hij geregistreerd staat om cryonisch te worden bewaard, wat betekent dat hij na zijn wettelijke dood onderworpen zou worden aan lage-temperatuurpreservatie in de hoop dat hij met toekomstige medische technologie succesvol kan worden hersteld, en hij is ingeschreven bij de Alcor Life Extension Foundation.

### Seastead
Op 15 april 2008 zegde Thiel $500.000 toe aan het pas opgerichte non-profitorganisatie Seasteading Institute, onder leiding van Patri Friedman, wiens missie is "om permanente, autonome ocean communities op te richten om experimenten en innovatie mogelijk te maken met diverse sociale, politieke en juridische systemen". Tijdens een van de conferenties van het instituut omschreef hij seasteading als "een van de weinige technologische frontiers die de belofte heeft om een nieuwe ruimte voor menselijke vrijheid te creëren". In 2011 schonk Thiel $1,25 miljoen aan het Seasteading Institute, maar hij trad datzelfde jaar af als bestuurslid. In een interview met The New York Times in 2017 zei Thiel dat seasteads "vanuit technisch oogpunt nog niet haalbaar zijn" en "nog ver in de toekomst liggen".

### Thiel Fellowship
Op 29 september 2010 richtte Thiel de Thiel Fellowship op, die jaarlijks $100.000 toekent aan 20 mensen jonger dan 23 jaar om hen aan te moedigen met hun studie te stoppen en hun eigen ondernemingen te starten. Volgens Thiel is de universiteit voor veel jonge mensen de keuze wanneer ze geen idee hebben wat ze met hun leven willen doen:
"Ik voel dat ik hier zelf ook schuldig aan ben; je weet niet wat je met je leven moet, dus je haalt een universitair diploma; je weet niet wat je met je universitaire diploma moet doen, dus je haalt een vervolgopleiding. In mijn geval was dat rechten, wat het klassieke is om te doen wanneer je geen idee hebt wat je anders moet doen. Ik heb geen grote spijt, maar als ik het over kon doen, zou ik meer nadenken over de toekomst dan ik destijds deed... Je komt niet van studieleningen af, zelfs niet als je persoonlijk failliet gaat, het is bijna als een vorm van lijfeigenschap, het blijft je hele leven aan je vastzitten."

### Breakout Labs
In november 2011 kondigde de Thiel Foundation de oprichting van Breakout Labs aan, een subsidieprogramma dat bedoeld is "om de financieringskloof te dichten die bestaat voor innovatief onderzoek buiten de beperkingen van een academische instelling, groot bedrijf of overheid". Het biedt subsidies tot $350.000 aan start-ups gericht op wetenschap, "zonder enige verplichtingen". In april 2012 kondigde Breakout Labs zijn eerste groep subsidieontvangers aan. In totaal ontvingen 12 start-ups financiering, wat neerkomt op een totaalbedrag van $4,5 miljoen aan subsidies. Een van de eerste ondernemingen die financiering ontving van Breakout Labs was 3Scan, een platform voor weefselbeeldvorming.

### Andere doeleinden
De Thiel Foundation ondersteunt het Committee to Protect Journalists (CPJ), dat het recht van journalisten om vrijelijk nieuws te rapporteren zonder angst voor represailles bevordert. Sinds 2008 heeft Thiel meer dan $1 miljoen gedoneerd aan het CPJ. Hij is ook een voorstander van de Human Rights Foundation, die het Oslo Freedom Forum organiseert. In 2011 was hij een prominente spreker op het Oslo Freedom Forum, en de Thiel Foundation was een van de belangrijkste sponsors van het evenement.
In 2011 maakte Thiel een donatie van NZ$1 miljoen aan een steunfonds voor slachtoffers van de aardbeving in Christchurch.

## Publicaties
- Zero to One. Notes on Start Ups, or How to Build the Future. (2014) ISBN 9780753555200; vertaald als Zero to one: creëer de toekomst. Wat iedere ondernemer kan leren van Silicon Valley. ISBN 9789047007265
- The Diversity Myth: Multiculturalism and Political Intolerance on Campus. (1995) ISBN 978-0945999768

## Schaken
Thiel begon op zesjarige leeftijd met schaken en was destijds een van de sterkste jeugdspelers in de Verenigde Staten. Hij heeft de titel van Life Master, maar heeft sinds 2003 niet meer deelgenomen aan wedstrijden. Op 30 november 2016 zette Thiel de symbolische eerste zet in de eerste tiebreak-partij van het Wereldkampioenschap schaken 2016 tussen Sergej Karjakin en Magnus Carlsen.
Thiel heeft anno 2023 een fide-rating van 2199.